# Zdzisław Gedliczka
Zdzisław Gedliczka (ur. 2 kwietnia 1888 w Rypiance (Galicja Wschodnia), zm. 28 maja 1957 w Krakowie) – polski artysta malarz, grafik, projektant witraży, nauczyciel akademicki.

## Życiorys
Urodził się w rodzinie Franciszka i Marceli z domu Scherer. W 1907 ukończył szkołę realną w Stanisławowie. W latach 1907–1912 studiował na Akademii Sztuk Pięknych w Krakowie, był uczniem Leona Wyczółkowskiego i Stanisława Dębickiego.
Podczas I wojny światowej służył w wojsku austriackim, później wstąpił do Wojska Polskiego. Nauczał rysunku na kursie maturalnym inwalidów wojennych (do 1919), następnie w Państwowej Szkole Zawodowej Żeńskiej. Od 1926 pracował w Państwowej Szkole Sztuk Zdobniczych i Przemysłu Artystycznego w Krakowie, (od 1938 Państwowy Instytut Sztuk Plastycznych w Krakowie), kierując Wydziałem Projektu Haftu i Koronek.
Był autorem polichromii refektarza oo. augustianów w Krakowie oraz kościołów w Białej, Czernichowie, Łagiewnikach, Niegardowie. Wykonał projekty witraży do kościołów w Kętach, Suchej i Mszanie Dolnej oraz projekt buławy marszałkowskiej Edwarda Śmigłego-Rydza. Skonstruował  i opatentował nowy typ warsztatu tkackiego. Wykonywano na nim nowy splot dekoracyjny czteronicielnicowy, nazywany splotem krakowskim. Tworzył drzeworyty, rysunki węglem i sangwiną, pastele, akwarele i obrazy olejne Jest autorem portretów i pejzaży. 
Od 1950 był profesorem krakowskiej ASP, gdzie pełnił funkcję dziekana Wydziału Tekstylnego do 1954.
Od 9 listopada 1914 był mężem Julii Mialovich (1892–1982), z którą miał syna Zdzisława (1916–2014).
Spoczywa, razem z żoną i synem, na cmentarzu Salwatorskim (sektor SC7-9-15).
W 1939 otrzymał Złoty Krzyż Zasługi, a w 1957 Krzyż Oficerski Orderu Odrodzenia Polski.